# Chuyển giao công nghệ
Chuyển giao công nghệ (tiếng Anh: Technology transfer) là quá trình chuyển giao các kỹ năng, kiến thức, các công nghệ, các phương pháp sản xuất, các mẫu sản phẩm và các cơ sở giữa các chính phủ hay viện đại học và các học viện giáo dục khác để đảm bảo các sự phát triển và công nghệ có thể truy cập từ đa số người dùng, những người có thể phát triển và khai thác nhiều hơn công nghệ để chuyển thành các dịch vụ, vật liệu, ứng dụng, quá trình và sản phẩm mới. Chuyển giao công nghệ có liên hệ gần gũi với (có thể tranh cãi xem như là tập con của) chuyển giao kiến thức. Chuyển giao theo chiều ngang là sự vận động của các công nghệ từ lĩnh vực này sang lĩnh vực khác. Chuyển giao theo chiều dọc khi các công nghệ được chuyển giao từ các trung tâm nghiên cứu ứng dụng đến các văn phòng phát triển và nghiên cứu.
Các nhà môi giới công nghệ là những người tìm kiếm cầu nối giữa các thế giới mới nổi và ứng dụng các quá trình hay các khái niệm đến các tình huống hay bối cảnh mới.